# Afranthidium guillarmodi
Afranthidium guillarmodi är en biart som först beskrevs av Mavromoustakis 1951.  Afranthidium guillarmodi ingår i släktet Afranthidium och familjen buksamlarbin. Inga underarter finns listade i Catalogue of Life.